# Rhene pantharae
Rhene pantharae là một loài nhện trong họ Salticidae.
Loài này thuộc chi Rhene. Rhene pantharae được Biswamoy Biswas & Biswamoy Biswas miêu tả năm 1992.